# Zandberg (Groningen-Drenthe)
Zandberg (Gronings: Zanbaarge, Drents: Saandbarg) is een dorp in het noorden van Nederland, dat deels in de Groningse gemeente Westerwolde en deels in de Drentse gemeente Borger-Odoorn ligt. Het eerste huis in het dorp werd gebouwd in 1868 in opdracht van de stad Groningen. De eerste bewoners waren afkomstig uit het aangrenzende deel van Duitsland. Zandberg is daardoor een van de katholieke enclaves in Noord-Nederland.
De naam dankt Zandberg aan de zandkop, die ook wel de Schaapsberg wordt genoemd, in de groengronden langs de beek die stroomopwaarts van Zandberg Valtherdiep heette en stroomafwaarts Mussel-Aa. Deze heuvel werd gebruikt om schapen te weiden en mogelijk hebben hier hutjes gestaan voor de hoeders van het vee. Het lag op de grens van de marken Onstwedde en Valthe en werd door beide betwist. De Semslinie besliste deze twist in het voordeel van Valthe.
Zandberg had tussen 1924 en 1935 een stopplaats dat aan de door de STAR aangelegde spoorlijn van Stadskanaal naar Ter Apel lag. Het spoor is inmiddels opgebroken, het station is nog intact. Zie stopplaats Zandberg.
Het Drentse deel Zandberg telde (volgens informatie van de gemeente Borger-Odoorn) op 1 januari 2023 55 inwoners. Voor het Groningse deel zijn geen exacte gegevens bekend. Het CBS noemt voor Jipsingboermussel en Zandberg gezamenlijk 400 inwoners (2007).

## Trivia
Het dorp kreeg enige bekendheid in 2002 toen de Giro door het dorp trok, waar ook een tussensprint werd gehouden. In 2004 werd de band met Italië nogmaals versterkt toen pastoor Jaring de Wolff een herdenkingsmis opdroeg aan de in dat jaar overleden Italiaanse wielrenner Marco Pantani. Officieel reden de wielrenners in 2002 niet door het plaatsje Zandberg, maar door de straat de Zandberg, gelegen in Ter Apelkanaal, het dorp ernaast. Hierin werd indertijd een fout gemaakt en werd tijdens de Giro de naam Ter Apelkanaal vervangen door Zandberg.